# Welcome to the Black Parade
"Welcome to the Black Parade" (forkortet "The Black Parade", med den originale titel "The Five of Us Are Dying") er den første single og femte spor fra My Chemical Romances tredje studiealbum, The Black Parade. Den blev udgivet den 12. september 2006 på iTunes og 9. oktober 2006 som Cd. Den blev af Rock and Roll Hall of Fame sat på listen som en af  500 Songs That Shaped Rock and Roll (sange der "har haft indflydelse på" Rock and roll).
Sangen toppede desuden som nummer 18 på de danske hitlister, og har solgt mere end 4000 eksemplarer 
Sangen blev akkompagneret af en musikvideo instrueret af Samuel Bayer.